# 黎秀
黎秀（1503年—？年），字實甫，一作资甫，號從吾江西饒州府樂平縣人，明朝政治人物。

## 生平
嘉靖十年（1531年）辛卯科江西鄉試第七十三名舉人，嘉靖十四年（1535年）乙未科三甲六十四名進士。授浙江諸暨知縣，謫開州判官，歷升國子監博士、刑部郎中，曾官廣東瓊州府知府。

## 家族
曾祖黎憲文，祖黎天齡，父黎璨，前母夏氏；母彭氏。具慶下。